# Théorème de calvitie
Ne doit pas être confondu avec Théorème de la boule chevelue.
Pour un article plus général, voir Trou noir.
Le théorème de calvitie est, en relativité générale, le théorème en vertu duquel tout trou noir astrophysique est entièrement décrit par la métrique de Kerr-Newman, c'est-à-dire par sa position et son moment linéaire et par trois et seulement trois autres paramètres, à savoir : sa masse {\displaystyle \mathrm {M} }, sa charge électrique {\displaystyle \mathrm {Q} } et son moment cinétique {\displaystyle \mathrm {J} }, et ce quel que soit son mode de formation et la nature de la matière qui a servi à le former.
La calvitie des trous noirs s'explique par le théorème de Price, dû à Richard H. Price. Lors de la formation d'un trou noir astrophysique, tous les moments multipolaires de l'asymétrie de son progéniteur sont rayonnés sous la forme d'ondes gravitationnelles et/ou celle d'ondes électromagnétiques.

## Histoire
La conjecture a été proposée, au milieu des années 1960, par les physiciens soviétiques Vitaly L. Ginzburg, Iakov B. Zeldovitch et Igor D. Novikov. Elle a commencé à être démontrée au début des années 1970. Si Stephen Hawking a joué un rôle dans sa démonstration, le théorème est dû à Werner Israel, Brandon Carter, David C. Robinson, Gary Bunting et Pawel O. Mazur.
Les premiers indices de la calvitie des trous noirs résultent d'études menées, en 1964-1965, par Ginzburg, d'une part, et Doroshkevitch, Zeldovitch et Novikov, d'autre part. Ginzburg montre que l'effondrement gravitationnel d'une étoile magnétisée (électriquement neutre) engendre un trou noir non magnétisé. Doroshkevitch, Zeldovitch et Novikov montrent que l'effondrement d'un corps qui n'est pas en rotation sur lui-même mais qui n'est pas parfaitement à symétrie sphérique engendre un trou noir parfaitement à symétrie sphérique, c'est-à-dire de Schwarzschild.
En 1967, Israel établit l'unicité du trou noir de Schwarzschild. L'année suivante, il établit celle du trou noir de Reissner-Nordström.
Dès 1967, Israel soulève la question de l'unicité du trou noir de Kerr. L'année suivante, Carter émet la conjecture que les trous noirs de Kerr-Newman pourrait représenter tous les trous noirs stationnaires. La conjecture est connue comme la conjecture Carter-Israël.
En 1972, Hawking établit le théorème de rigidité forte en vertu duquel tous les trous noirs stationnaires sont nécessairement axisymmétriques. En 1975, reprenant les travaux publiés en 1971 par Carter, Robinson établit qu'en quatre dimensions, tous les trous noirs stationnaires axisymétriques sont des trous noirs de Kerr.
En 1982-1983, Buntin et Mazur établissent l'unicité du trou noir de Kerr-Newman.

## Dénomination
Lorsque la conjecture commença à devenir, au fil des recherches, de plus en plus plausible, le physicien théoricien américain John Wheeler résuma cette propriété par un aphorisme métaphorique resté célèbre : « Black holes have no hair » (« Un trou noir n'a pas de cheveux »). Cet aphorisme est attesté en 1971 : il figure, pour la première fois, dans un article de Wheeler et Remo Ruffini paru dans Physics Today en janvier 1971. La démonstration mathématique de ce résultat s'est donc naturellement appelée « théorème de calvitie » (No-hair theorem en anglais). Un « cheveu » (hair en anglais) s'entend de tout champ — autre que le champ électromagnétique — qui se trouverait à l'extérieur du trou noir.
Le sous-entendu grivois « Un trou noir n'a pas de poils » (en anglais, le même mot désigne la pilosité et la chevelure), surprenant de la part de Wheeler qui n'avait pas la réputation d'un plaisantin, assura le succès de l'expression. L'acceptation de la formule fut cependant difficile en dehors du monde anglo-saxon. En France, notamment, où la connotation obscène du terme « trou noir » avait déjà beaucoup dérangé, l'expression n'enthousiasma pas les scientifiques. Mais à la fin des années 1970, l'énoncé de Wheeler était partout largement adopté et son sous-entendu n'interpellait plus personne.

## Implications
Une des conséquences de ce théorème est qu'il n'existe que quatre types de trous noirs astrophysiques :
| Paramètre                                      | Paramètre                          | Moment cinétique {\displaystyle \mathrm {J} } | Moment cinétique {\displaystyle \mathrm {J} } |
| ---------------------------------------------- | ---------------------------------- | --------------------------------------------- | --------------------------------------------- |
| Paramètre                                      | Paramètre                          | {\displaystyle \mathrm {J} =0}                | {\displaystyle \mathrm {J} \neq 0}            |
| Charge électrique {\displaystyle \mathrm {Q} } | {\displaystyle \mathrm {Q} =0}     | Trou noir de Schwarzschild                    | Trou noir de Kerr                             |
| Charge électrique {\displaystyle \mathrm {Q} } | {\displaystyle \mathrm {Q} \neq 0} | Trou noir de Reissner-Nordström               | Trou noir de Kerr-Newman                      |

S'il existait des monopôles magnétiques, un trou noir pourrait être caractérisé par une quatrième quantité, à savoir sa charge magnétique {\displaystyle \mathrm {P} }.
Une autre des conséquences de ce théorème est qu'il n'existe pas de possibilité de distinguer un trou noir formé à partir de matière ordinaire d'un trou noir formé à partir d'antimatière. D'une manière générale, une partie des quantités intervenant en physique des particules comme le nombre baryonique ou le nombre leptonique ne jouent aucun rôle dans la description d'un trou noir. La connaissance de ces quantités est donc perdue lors de la formation du trou noir.

## Hypothèses et contraintes
Le théorème peut s'énoncer ainsi :

Soit {\displaystyle ({\mathcal {M}},g)} un espace-temps qui :
- est quadridimensionnel,
- est analytique,
- est asymptotiquement plat,
- est stationnaire,
- satisfait l'équation d'Einstein pour l'électrovide,
- contient un trou noir avec un horizon des événements connecté qui est :
  - soit en rotation,
  - soit sans rotation et non dégénéré,

- ne contient aucune courbe causale fermée dans le domaine de communication extérieur {\displaystyle \langle \langle {\mathcal {M}}\rangle \rangle }.

Alors {\displaystyle \langle \langle {\mathcal {M}}\rangle \rangle } est isométrique au domaine de communication extérieur d'un espace-temps de Kerr-Newman.
Celui-ci dépend de quatre paramètres :
- la masse totale {\displaystyle M},
- le moment cinétique total {\displaystyle J},
- la charge électrique {\displaystyle Q},

et :
- la charge des monopôles magnétiques {\displaystyle P},

avec les sous-catégories suivantes :
- {\displaystyle J=0} : espace-temps de Reissner-Nordström,
- {\displaystyle Q=0,P=0} : espace-temps de Kerr,
- {\displaystyle Q=0,P=0,J=0} : espace-temps de Schwarzschild.

Le théorème repose ainsi sur un certain nombre d'hypothèses :
- l'espace-temps est stationnaire, asymptotiquement plat et à quatre dimensions,
- la région extérieure est régulière,
- la matière est décrite par le tenseur énergie-impulsion du champ électromagnétique.

## Trou noir et information
En mécanique quantique, il est postulé qu'une partie de l'information décrivant un système physique est toujours conservée. On dit alors que le système suit une évolution unitaire. Or l'étude des trous noirs dans le cadre de la relativité générale montre qu'une grande partie de l'information concernant la matière qui a servi à fabriquer le trou noir est perdue lors de sa formation (voir les exemples ci-dessus). L'évolution qu'elle subit n'est plus unitaire. Une telle situation est incompatible avec la physique des particules et est considérée comme l'indication que la relativité générale échoue à décrire en totalité la physique des trous noirs. Il est supposé qu'une théorie de la gravitation quantique encore à découvrir devrait permettre de réconcilier physique des trous noirs et unitarité.
Il est probable que ce problème soit en relation étroite avec le devenir d'un trou noir à la suite du processus de rayonnement de Hawking, un ensemble d'effets d'origine quantique responsables d'un très faible rayonnement émis par les trous noirs, tendant à leur faire perdre leur masse jusqu'à finalement disparaître. Cet effet peut être décrit dans le cadre de la relativité générale, à l'exception de ses toutes dernières étapes, lorsque le trou noir atteint une masse très petite, proche de la masse de Planck. Il est possible que lors de cette ultime phase, tout ou partie de l'information jusque-là perdue soit finalement restituée par le trou noir.
Une autre possibilité, plus répandue parmi les physiciens pensant que l'unitarité est préservée, conjecture que l'information contenue dans un corps plongeant dans un trou noir serait restaurée par de subtiles corrélations contenues au sein même du rayonnement Hawking du trou noir. En juillet 2005, Stephen Hawking a publié un article dans lequel il affirme avoir démontré que l'unitarité est effectivement préservée d'un point de vue quantique mais sa démonstration n'est pas universellement acceptée dans la communauté scientifique.
Le lien entre théorème de calvitie et rayonnement de Hawking peut se comprendre en notant que du point de vue de la relativité générale, le trou noir peut être vu doté d'une entropie infinie, ce qui n'est rien d'autre que la formulation dans le cadre de la physique statistique du fait que presque toute l'information relative à la matière qui forme le trou noir est perdue. Or, la démonstration de l'existence du rayonnement de Hawking permet de montrer que les trous noirs sont en réalité dotés d'une entropie certes immense, mais finie. Il n'est malheureusement pas possible dans l'état actuel des connaissances d'associer cette entropie à un ensemble d'états différents qui caractériseraient le trou noir, mais il est vraisemblable que cette entropie soit en relation étroite avec l'information initiale.
Bien que ne constituant pas encore une théorie de la gravité quantique achevée, la théorie des supercordes a permis de trouver avec succès une description microcanonique d'une classe particulière de trous noirs appelée trous noirs extrêmaux (on dit aussi trous noirs BPS) vérifiant une relation particulière entre leur masse et leur charge, dite borne BPS. Pour ces trous noirs, cette description microcanonique se fait en termes de D-branes de la théorie et aboutit à une expression rigoureusement exacte de la formule de Bekenstein-Hawking pour l'entropie des trous noirs.